# Sinopé (mythologie)
Pour les articles homonymes, voir Sinopé.
 (juin 2015).

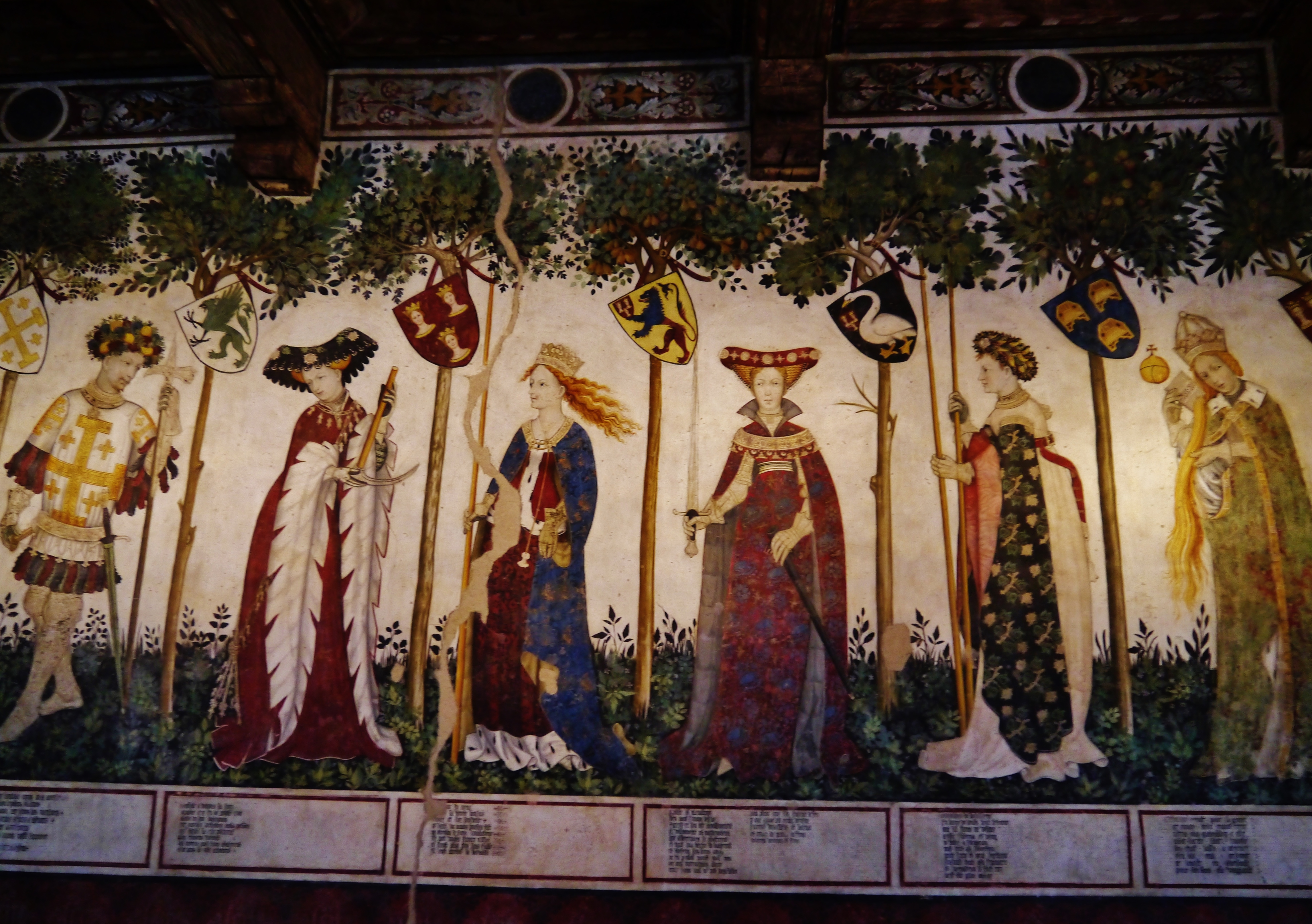
Sinopé de la salle Baronniale du Château de Manta, Manta, Province de Cuneo, Région du Piémont, Italie

Dans la mythologie grecque, Sinopé (en grec ancien : Σινώπη / Sinốpê) est une nymphe, fille du dieu fleuve Asopos et de Métope.

## Mythe
Rétive à l'amour, Sinopé est cependant enlevée par Zeus, qui la transporte sur la côte assyrienne. Pour lui être agréable, le dieu lui promet d'exaucer un de ses vœux, n'importe lequel. La nymphe demande de rester vierge, se jouant ainsi de Zeus. Par la suite, elle éconduira de même Apollon et le dieu fleuve Halys.
Diodore et Corinne rapportent cependant une version différente de sa légende : sur les mêmes lieux, elle accepte les avances d'Apollon, dont elle conçoit un fils, Syros (héros éponyme des Syriens).

## Hommages
Elle a donné son nom à la ville de Sinope sur les rives de la mer Noire et a un satellite de Jupiter.

## Sources
- Apollonios de Rhodes, Argonautiques [détail des éditions] [lire en ligne] (II, 944 et suiv.).
- Bacchylide (fr. 9 [édition ?]).
- Corinne (fr. 654 [édition ?]).
- Diodore de Sicile, Bibliothèque historique [détail des éditions] [lire en ligne] (IV, 72, 2).
- Valerius Flaccus, Argonautiques [détail des éditions] [lire en ligne] (V, 110-113).